# Adam Joseph Maida
Adam Joseph Maida, ameriški duhovnik, škof in kardinal, * 18. marec 1930, East Vandergrift (Pensilvanija, ZDA).

## Življenjepis
26. maja 1956 je prejel duhovniško posvečenje.
8. novembra 1983 je bil imenovan za škofa Green Bayja in 25. januarja 1984 je prejel škofovsko posvečenje.
28. aprila 1990 je postal nadškof Detroita; ustoličen je bil 12. junija 1990.
26. novembra 1994 je bil povzdignjen v kardinala in imenovan za kardinal-duhovnika Ss. Vitale, Valeria, Gervasio e Protasio.
14. julija 2000 je postal superior Kajmanskih otokov.
5. januarja 2009 je papež Benedikt XVI. zaradi starostne omejitve sprejel njegovo odstopno izjavo.